# My Girl (serie de televisión)
My Girl (en hangul, 마이걸) es una serie de televisión surcoreana emitida entre 2005-2006, protagonizada por Lee Da Hae, Lee Dong Wook, Lee Jun Ki, Min Hyo Rin y Park Si Yeon. Fue transmitida por Seoul Broadcasting System desde el 14 de diciembre de 2005 hasta el 2 de febrero de 2006, con una longitud de 16 episodios emitidos miércoles y jueves a las 21:55 (KST). Fue escrita por las hermanas Hong, un dúo de escritoras posteriormente famosas por The Greatest Love (2011) y You're Beautiful (2009). 

## Sinopsis
En la isla de Jeju Joo Yoo Rin (Lee Da Hae) es una joven que vive con su padre que es adicto a los juegos de azar y lleno de deudas, sin embargo, cuando él se escapa de la isla para esconderse de sus deudores, Yoo Rin debe mantenerse a sí misma y pagar todo. Por obra del destino, Yoo Rin se encuentra con Seol Gong Chan (Lee Dong Wook), el heredero de la poderosa corporación hotelera L'Avenue Hotel, quién le propone hacerse pasar por su prima desaparecida, ya que la última voluntad de su abuelo enfermo es compartir con ella antes de morir y así su abuelo podrá descansar en paz. 
Pese a que no quería mentirle al abuelo inicialmente, decide aceptar ante la necesidad de dinero y hacerse pasar por ella. En medio de esto aparece Seo Jeong Woo (Lee Jun Ki) un gran amigo de Gong Chan, que se enamorará perdidamente de Yoo Rin. Pero la situación se enreda aún más cuando el abuelo se recupera y Yoo Rin junto a Gong Chan ya que supuestamente son primos deberán vivir juntos, también aparecerá Kim Sae Hyu (Park Si Yeon), una exitosa tenista que en el pasado tuvo una relación sentimental con Gong Chan y ahora vuelve para volver a conquistarlo.

## Reparto

### Principal
- Lee Da Hae como Joo Yoo Rin, una guía turística en la isla de Jeju.
- Lee Dong Wook como Seol Gong Chan.
- Lee Jun Ki como Seo Jung Woo.
- Park Si Yeon como Kim Seo Hyun.

### Secundario
- Jo Kye Hyung como Ahn Jin Kyu.
- Hwang Bo Ra como Ahn Jin Shim.
- Lee Eon Jung como Yoon Jin Kyung.
- Byun Hee Bong como Seol Woong.
- Kim Yong Rim como Jang Hyung Ja.
- Ahn Suk Hwan como Jang Il Do.
- Choi Ran como Bae In Sun.
- Jung Han Hun como Joo Tae Hyung.
- Han Chae Young como Choi Ha Na.
- Jae Hee como Marido de Ha Na.
- Oh Ji Young como Asistente de Seo Hyun.

## Emisión internacional
- China: Hunan TV (2009).
- Estados Unidos: Pasiones (2016).[3]
- Filipinas: ABS-CBN (2006).
- Hong Kong: TVB (2007).
- Japón: TV Tokyo (2007) y KNTV (2009).[4][5]
- Malasia: 8TV y Animax Asia (2006).
- Sri Lanka: Swarnawahini (2015).
- Tailandia: Channel 7 (2007).[6]
- Taiwán: GTV (2006).[7]

## Adaptaciones
| Año  | País       | Cadena  | Nombre                        |
| ---- | ---------- | ------- | ----------------------------- |
| 2006 | Indonesia  | RCTI    | Benci Jadi Cinta              |
| 2008 | Filipinas: | ABS-CBN | My Girl                       |
| 2011 | Taiwán     | JSTV    | 彩虹甜心 (Rainbow Sweetheart) |